# Un vent de liberté
Pour le film allemand, voir Le Vent de la liberté.
Pour plus de détails, voir Fiche technique et Distribution.
Un vent de liberté  (Persan : وارونگی, Varoonegi) est un film iranien réalisé par Behram Behzadi, sorti en 2016.

## Synopsis
À 35 ans, Niloofar cohabite seule avec sa mère à Téhéran, mais alors que la pollution de l'air gagne la capitale iranienne, sa famille décide sans son accord de son déménagement à la campagne pour le bien-être de la matriarche. Habituée à se soumettre aux exigences des autres, elle décide cette fois de leur tenir tête.

## Fiche technique
- Titre original : وارونگی (Varoonegi)
- Titre français : Un vent de liberté
- Titre anglais : Inversion
- Réalisation : Behram Behzadi
- Scénario : Behnam Behzadi, Hassan Shahsavari
- Photographie : Bahram Badakhshani (fa)
- Montage : Meysam Molaei
- Musique : Sahar Sakhaei
- Décor : Babak Karimi Tari
- Production : Behnam Behzadi, Ebrahim Zahedifar
- Société de distribution : Diaphana Distribution (France)
- Genre : Drame
- Pays d'origine :  Iran
- Langue originale : persan
- Format : couleurs
- Durée : 84 minutes
- Dates de sortie :
  - France : 18 mai 2016 (Festival de Cannes 2016), 19 juillet 2017 (sortie nationale)
  - Iran : 21 décembre 2016

## Distribution
- Sahar Dolatshahi : Niloofar
- Ali Mosaffa : Farhad, le frère de Niloofar
- Ali Reza Aghakhani : Soheil, l'amant de Niloofar
- Setareh Pesyani (fa) : Soudabeh
- Roya Javidnia : Homa
- Shirin Yazdanbakhsh : Mahin
- Setareh Hosseini (de) : Saba, la nièce de Niloofar
- Toufan Mehrdadian : Majid
- Mojtaba Nam Nabat : Reza
- Payam Yazdani : Dr. Rahnama
- Ebad Karimi : Mohseni
- Yazdan Akhoondi : Arash

## Contexte historique
En novembre 2016, la pollution de l'air fut telle à Téhéran que les autorités ont ordonné la fermeture des écoles et l'obligation pour les populations les plus sensibles comme les enfants et les personnes âgées, de rester à leurs domiciles. Le film fait ainsi référence aux ordonnances du président Mahmoud Ahmadinejad qui, en réponse aux sanctions internationales appliquées au programme nucléaire iranien, avait ordonné aux raffineries de produire de l'essence de mauvaise qualité, faisant fi des normes environnementales. Ces mesures ont conduit à la formation du smog meurtrier ayant frappé le pays quelques années plus tard.
Le réalisateur Behnam Behzadi utilise la métaphore d'un air irrespirable pour brosser le portrait d'une femme en lutte, en pleine conquête de son propre espace de liberté.  

## Distinctions
En mai 2016, Un vent de liberté est en sélection officielle de la 69e édition du Festival de Cannes, dans la section Un certain regard.